# Sukawati
Sukawati est un kecamatan (canton) indonésien du kabupaten de Gianyar (département) de la province de Bali.
Il comprend les communes de Batuan, Batuan Kaler, Batubulan, Batubulan Kangin, Celuk, Guwang, Kemenuh, Ketewel, Singapadu, Singapadu Kaler, Singapadu Tengah et Sukawati.